# Sabordage de la flotte française à Toulon
Pour l’article homonyme, voir sabordage de la flotte.
Seconde Guerre mondiale
Batailles
1940
- Vado
- Siège de Malte
- Club Run
- Convoi Espero
- Mers el-Kébir
- Punta Stilo
- Cap Spada
- Hurry
- Cap Passero
- MB.8
- Tarente
- Détroit d'Otrante
- White
- Cap Teulada

1941
- Excess
- Convoi AN 14
- Grog
- Abstention
- Baie de La Sude
- Cap Matapan
- Îles Kerkennah
- Crète
- Galite
- Substance
- Halberd
- Convoi Duisburg
- Cap Bon
- Syrte (1941)
- Rade d'Alexandrie

1942
- Syrte (1942)
- Calendar
- Bowery
- Albumen
- Harpoon
- Vigorous
- Pedestal
- Agreement
- Torch
- Stoneage
- Sabordage de la flotte française à Toulon
- Portcullis
- Banc de Skerki
- Olterra (navire auxiliaire)
- Raid sur Alger

1943
- Zouara
- Convoi de Cigno
- Convoi de Campobasso
- Corkscrew
- Husky
- Gela
- Scylla
- Pietracorbara
- Dodécanèse
  - Rhodes
  - Leros
  - Kos
- Convoi KMF-25A

1944
- Ist
- Raid sur Santorin
- Raid sur Symi
- Port-Cros
- La Ciotat
- Île de Pag

1945
Mer Ligure
- Convois alliés
  - convois de Malte
- Campagne des U-boote
- Campagne adriatique

- Campagnes du Danemark et de Norvège
- Bataille de France
- Bataille de Belgique
- Bataille des Pays-Bas
- Bataille d'Angleterre
- Blitz
- Opération Myrmidon
- Opération Ambassador
- Raid de Dieppe
- Sabordage de la flotte française à Toulon
- Bataille aérienne de Berlin
- Bataille de Normandie
- Débarquement de Provence
- Libération de la France
- Campagne de la ligne Siegfried
- Bataille du Benelux
- Poche de Breskens
- Bataille des Vosges (Bruyères)
- Bataille des Ardennes
- Bataille de Saint-Vith
- Siège de Bastogne
- Opération Bodenplatte
- Opération Nordwind
- Campagne de Lorraine
- Bataille d'Alsace (Forêt de la Hardt, Poche de Colmar Jebsheim)
- Campagne d'Allemagne
- Raid de Granville
- Libération d'Arnhem
- Bataille de Groningue
- Insurrection géorgienne du Texel
- Bataille de Slivice
- Capitulation allemande

Front d’Europe de l’Est

Campagnes d'Afrique, du Moyen-Orient et de Méditerranée

Bataille de l’Atlantique

Guerre du Pacifique

Guerre sino-japonaise

Théâtre américain
La plus grande partie de la flotte française est sabordée à Toulon le 27 novembre 1942 sur l'ordre de l'Amirauté, en réaction à l’opération Lila consistant à la capture de la flotte du régime de Vichy par le Troisième Reich. Près de 90 % de la flotte française stationnée dans la base navale de Toulon est détruite ; quelques rares unités appareillent, échappant tant au sabordage qu'à la capture par les forces de l'Axe.
L'opération est un échec relatif pour l'Axe. Elle est saluée par les Alliés, méfiants de la neutralité ambiguë de Vichy. Le sabordage scelle la disparition de la capacité militaire de Vichy, le refus du régime de s'engager du côté des Alliés, mais aussi son incapacité à satisfaire toutes les exigences de l'occupant nazi.

## Contexte

### Armistice de 1940
L’armistice du 22 juin 1940 prévoit par son article 8 le sort réservé à la marine française. Il garantit la neutralité de la flotte française et la laisse sous commandement français. Selon les Britanniques, cet armistice est une trahison dans la mesure où les deux Alliés se sont engagés le 3 septembre 1939 à ne pas conclure d'armistice séparé au nom du « bien de la justice et de la liberté » (« for the sake of morale & freedom »), et donc un sabordage s’inscrirait dans cette même trahison ; selon le général De Gaulle, un risque existe que cet armistice laisse « à la discrétion de l’ennemi une flotte française intacte », risque qui devint réel à la suite de la violation des engagements allemands en novembre 1942.
L’article 8 de la convention d’armistice signée dans la clairière de Rethondes le 22 juin 1940 est ainsi écrit :

« La flotte de guerre française — à l’exception de la partie qui est laissée à la disposition du gouvernement français pour la sauvegarde des intérêts français dans son empire colonial — sera rassemblée dans des ports à déterminer et devra être démobilisée et désarmée sous le contrôle de l’Allemagne ou respectivement de l’Italie.
La désignation de ces ports sera faite d’après les ports d’attache des navires en temps de paix. Le gouvernement allemand déclare solennellement au Gouvernement français qu’il n’a pas l’intention d’utiliser pendant la guerre, à ses propres fins, la flotte de guerre française stationnée dans les ports sous contrôle allemand, sauf les unités nécessaires à la surveillance des côtes et au dragage des mines.
Il déclare, en outre, solennellement et formellement, qu'il n'a pas l'intention de formuler de revendications à l'égard de la flotte de guerre française lors de la conclusion de la paix ; exception faite de la partie de la flotte de guerre française à déterminer qui sera affectée à la sauvegarde des intérêts français dans l'empire colonial, toutes les unités de guerre se trouvant en dehors des eaux territoriales françaises devront être rappelées en France. »

L’amiral Darlan réagit devant les dangers que l’article 8 faisait peser sur « sa » flotte en envoyant, à ses grands subordonnés, cet ordre général :
1. Les navires de guerre doivent rester français avec pavillon français et équipage français.
2. Des précautions d'auto-sabotage doivent être prises pour que l’ennemi ou étranger s’emparant d’un bâtiment par force ne puisse s’en servir.
3. Dans le cas où la Commission allemande d'armistice déciderait autrement que dans le 1, les navires seront soit conduits aux États-Unis, soit sabordés. En aucun cas ils ne devront être laissés intacts à l’ennemi.
4. Les navires ainsi réfugiés à l’étranger ne devront pas être utilisés à des opérations de guerre contre l’Allemagne ou l’Italie sans ordre du CEC EMF.

### OpérationCatapult
Dans les derniers jours de juin 1940, l’Amirauté britannique prépare une opération du nom de « Catapult ». L’opération Catapult, exécutée à l’aube du 3 juillet 1940, comporte « la saisie simultanée, la prise sous contrôle, la mise hors de combat définitive ou la destruction de tous les bâtiments français susceptibles d’être atteints ». Le même jour les Britanniques se sont emparés de force ou par la ruse de tous les navires français, dont les bateaux de guerre, réfugiés en Angleterre, notamment à Portsmouth et Plymouth, tel que le sous-marin Surcouf. Ces unités, à l'abri dans les ports militaires britanniques, souvent dans l'impossibilité de naviguer ou sans équipage, ne risquent pas de rejoindre les marines de l'axe germano-italien.
Toujours en exécution de l’opération Catapult, le vice-amiral René-Émile Godfroy, commandant l’escadre française d’Alexandrie (la Force X), a reçu le 3 juillet un ultimatum de l’amiral anglais Sir Andrew Cunningham. Les deux amiraux se connaissent bien et s'appréciaient, mais les négociations sont difficiles à mener, compte tenu des divergences et des exigences de leurs gouvernements respectifs. Le lendemain, une escadrille italienne vient faire diversion. Bien que n'étant plus en guerre contre les forces de l'Axe, les marins français ouvrent le feu, bientôt imités par l’escadre britannique. La présence d’un ennemi commun facilite un accord franco-britannique conclu par un gentlemen's agreement.
Le 7 juillet 1940, la Force X est « neutralisée » sans combat, elle reprend la lutte aux côtés des Alliés en juin 1943, soit sept mois après le débarquement des Alliés en Afrique du Nord, en novembre 1942.
La plus importante conséquence de l'opération Catapult est l'attaque de l'escadre française à Mers el-Kébir.
Découlant de Catapult, on peut citer également l'attaque de Dakar des 7 et 8 juillet 1940 et la « neutralisation », pacifique, de la flotte aux Antilles.
L’opération Catapult est décidée et exécutée pour empêcher la flotte française de tomber entre les mains de la marine allemande. Elle anime dans l'opinion et la marine française une bonne part des sentiments anglophobes, déjà à la suite du traité naval germano-britannique de 1935, mais surtout après le tragique évènement de Mers el-Kébir,,. Dans un contexte de guerre et de peur généralisée, l'opération Catapult est toutefois, du côté britannique, l'expression d'un manque de confiance vis-à-vis de son allié français. En effet, tout en respectant les clauses de l'armistice, l'amirauté française a, quant à elle, toujours considéré l'Axe comme son seul et véritable ennemi durant le conflit mondial. Et pour preuve cette partie des protocoles de Paris, Le gouvernement allemand fournira au gouvernement français par la voie de concessions politiques et économiques les moyens de justifier devant l'opinion publique de son Pays, l'éventualité d'un conflit armé avec l'Angleterre et les États-Unis signé à Paris, le 28 mai 1941 par l'amiral Darlan. D’après Winston Churchill, le peuple français aurait bien compris la signification de la bataille de Mers el-Kébir. Cet avis est partagé par le général de Gaulle qui justifie l’opération dans un discours à la BBC le 8 juillet 1940, tout en regrettant le manque d'engagement spontané de la marine française vers le camp allié, ce qui aurait évité des morts inutiles et, postérieurement au sabordage de Toulon, un affaiblissement de la marine française dans la poursuite du combat contre l'Axe.

### Directiveno19
Aux termes de la convention d’armistice, Hitler avait « déclaré solennellement » qu’il n’avait « pas l’intention d’utiliser pendant la guerre, à ses propres fins, la flotte de guerre française ».
Des documents publiés après la victoire alliée ont révélé que, dès le 10 décembre 1940, Hitler préparait minutieusement la mise en place du dispositif qui devait, deux ans plus tard, permettre l’invasion de la zone libre et le coup de force sur la marine française à Toulon, puis une attaque de la Tunisie, et par conséquent la violation de l’armistice. La « Directive no 19 » (en), dénommée ensuite opération Attila et enfin opération Anton, fut notamment préparée « en prévision du cas où un mouvement de révolte se produirait dans les parties de l’Empire colonial français actuellement sous le commandement du général Weygand ». La zone désignée par la directive comprenait la zone libre, l’Afrique française du Nord (Départements français d'Algérie, Maroc et Tunisie) et l’AOF.
Ainsi, Hitler dès l'armistice du 22 juin 1940 projetait de s’emparer de la flotte française, notamment celle basée à Toulon, ce qu'il dissimula en 1942, en utilisant le sentiment anti-anglais présent dans l'esprit de certains dirigeants du régime de Vichy depuis l'attaque de Mers el-Kébir, sous le prétexte de « sauvegarde de la flotte française » afin de préserver sa neutralité inscrite dans la convention d’armistice.

### Protocoles de Paris
Dans les protocoles de Paris signés en mai 1941 entre l'État français et le Troisième Reich, on peut toutefois lire que la marine de guerre française assurera, en cas de nécessité, la protection des transports de ravitaillements et de renforts en matériel pour les troupes allemandes en Afrique, effectués par bateaux français de Toulon à Bizerte. Ces accords prévoient aussi de mettre le port de Dakar à la disposition de l'Allemagne et pour en assurer la protection il est prévu l'armement et l'affectation de cinq sous-marins, cinq contre-torpilleurs, onze torpilleurs, de croiseurs, d'un cuirassé et d'un porte-aéronef.

### OpérationTorch
Les Américains, entrés en guerre le 7 décembre 1941 après l'attaque de Pearl Harbor, lancent avec l’opération Torch, le débarquement allié en Afrique du Nord.
Cette opération ayant pour but l’occupation de l’Afrique du Nord française, en vue de son utilisation comme base de départ pour un assaut ultérieur sur l'Europe, fournit à Hitler l’occasion d’exécuter sa directive no 19.
En vertu de l'armistice et du respect du principe de neutralité de la France, des militaires français accueillent les Alliés à coups de canons avant la proclamation d'un cessez-le-feu signé le 10 novembre 1942 par l'amiral François Darlan. Les forces armées françaises stationnées en Afrique du Nord rejoignent désormais le camp allié dans son combat, en dépit de l'armistice, ce qui est désapprouvé par Pétain.
Ce débarquement est suivi de violents combats sur terre et sur mer entre les forces alliées et l'Axe. La Tunisie, que les Américains ont jugé inutile d’inclure dans la zone de débarquement, est utilisée par l’Axe (suivant la directive no 19 (en) et en totale violation de l'armistice), dès le 10 novembre 1942, pour des opérations aériennes massives contre le corps expéditionnaire allié.
Pour les Allemands, l'opération Torch et le ralliement de l'amiral Darlan aux Alliés vont être le prétexte pour l'envahissement de la zone libre dès le 11 novembre.

### Navires militaires français stationnés à Toulon

Disposition des bâtiments de la flotte française dans le port militaire de Toulon, avant son sabordage.

Les navires concentrés à Toulon appartenaient à deux ensembles différents :
- D'une part la force de haute mer, sous les ordres de l'amiral Jean de Laborde, qui formait une escadre intacte de 38 bâtiments de combat, neufs ou récents en 1939, mais qui n'avait pas été modernisée depuis l'armistice ; à cause des restrictions en mazout imposées par l'Allemagne, les navires naviguaient peu et les équipages manquaient d'entraînement. L'artillerie anti-aérienne avait été renforcée mais insuffisamment, le radar français n'équipait que quelques rares grosses unités et les bâtiments ne disposaient pas d'appareils d'écoute sous-marine modernes.

Ces bâtiments, s'ils s'étaient échappés de Toulon, auraient dû être refondus aux États-Unis ou tout du moins modernisés dans les ports d'Afrique du Nord, pour combattre efficacement avec les Alliés. Ce fut le cas pour certains bâtiments des Forces navales françaises libres (sous-marin Surcouf, contre-torpilleur Le Triomphant…), et de bâtiments de la marine de Vichy, absents de Toulon et qui avaient repris le combat avec les Alliés à partir de décembre 1942, après l'opération Torch et jusqu'en juin 1943 (cuirassé Richelieu, croiseurs Gloire, Montcalm, Georges Leygues, Émile Bertin, contre-torpilleurs Le Terrible, Le Fantasque, Le Malin…). D'autres furent modernisés en Afrique du Nord (cuirassé Lorraine, croiseurs Duquesne, Tourville, Suffren, Duguay-Trouin, Jeanne d'Arc, quelques torpilleurs à 3 tuyaux et contre-torpilleurs à 4 tuyaux et plusieurs sous-marins de classe  1500 tonnes).
Le tonnage de la force de haute mer correspondait au quart des navires de guerre français encore à flot.
- D'autre part, une flotte hétéroclite, sous les ordres de l'amiral André Marquis, préfet maritime, de 135 bâtiments dont des navires de guerre en « gardiennage d'armistice » pour les plus anciens et sans équipage, ou en réparations comme le croiseur de bataille Dunkerque, le cuirassé Provence ou le contre-torpilleur Mogador, gravement endommagés lors du combat de Mers el-Kébir ; ces navires n'étaient pas en état d'appareiller.

Le 11 novembre 1942, le contre-amiral Gabriel Auphan avait donné l'ordre aux deux amiraux de Toulon de :
1. s'opposer, sans effusion de sang, à l'entrée des troupes étrangères dans les établissements, bases aériennes, ouvrages de la marine ;
2. s'opposer de même à l'entrée des troupes étrangères à bord des bâtiments de la flotte ; par des négociations locales, s'efforcer d'arriver à un accord ;
3. en cas d'impossibilité, saborder les bâtiments.

C'est cette dernière solution qui sera appliquée, dans la nuit du 26 au 27 novembre 1942, les amiraux André Marquis et Jean de Laborde ayant appris que les Allemands étaient sur le point de tenter un coup de main sur la flotte.

## OpérationAnton
Le déroulement de l'invasion de la zone libre suit un plan établi par les Allemands en 1940, connu sous le nom de plan Attila. Compte tenu du débarquement allié en Afrique du Nord, c'est une variante, dénommée opération Anton, qui est exécutée en 1942.
Le 8 novembre 1942, des mouvements de troupes allemandes importants signalés en zone occupée laissent présager un coup de force imminent sur la zone libre. Dans cette perspective, l’armée de terre a pris ses précautions. Un dispositif d’alerte, depuis longtemps préparé par le général Jean-Édouard Verneau, a été déclenché. Un PC clandestin aménagé à la ferme de La Rapine à Lezoux est occupé par l’État-Major de l’Armée. Les divisions militaires sont alertées. Les troupes sont mises sur le pied de guerre et gagnent les zones de regroupement choisies pour permettre la résistance immédiate et l’organisation ultérieure de maquis. Ce dispositif de résistance, conçu par des militaires audacieux, sera notamment appliqué par le général Jean de Lattre de Tassigny.

Le 11 novembre, à 4 h du matin Pierre Laval, en visite à Munich, est informé de la décision de Hitler de l’occupation totale de la France. Pétain en est également informé par une lettre personnelle du Führer. À 5 h 25, Hitler ordonne à ses troupes de traverser la France pour occuper la côte de la Méditerranée et participer avec les Italiens à la « protection » de la Corse. À 7 h, Radio Paris diffuse « un message du Führer au peuple français » : 

« […] L’Armée allemande ne vient pas en ennemie du peuple français, ni en ennemie de ses soldats. Elle n’a qu’un but : repousser, avec ses alliés, toute tentative de débarquement anglo-américain. Avec l’Armée française, ils entreprendront la défense des frontières françaises contre les attaques ennemies. »

L'opération Attila, renommée Anton, était en route, la convention d’armistice était violée, et Hitler reconnaissait qu’elle était devenue caduque. Le but premier du contre-amiral Gabriel Auphan est alors de tout faire pour sauver la flotte française d'une menace allemande. Mais il lui faut l’accord de Pétain. Vers 23 h, un télégramme de Hitler indique : 

« Conformément aux négociations et au vœu exprimé par le contre-amiral Auphan, le Führer exige une déclaration sur parole du commandement de la flotte de Toulon de n’entreprendre aucune action dirigée contre les puissances de l’Axe et de défendre de toutes ses forces Toulon contre les Anglo-Saxons et des Français ennemis du gouvernement. En ce cas la place forte de Toulon ne doit pas être occupée. »

L'amiral de Laborde réunit dix-neuf officiers supérieurs et leur fait prêter serment sur deux points : ne rien tenter contre les forces de l'Axe et défendre l'entrée de Toulon contre les Anglo-Américains et les Français « dissidents ». Tous obtempèrent, à l'exception du capitaine de vaisseau Louis Pothuau, commandant le Tartu et la 5e division de torpilleurs ; il sera relevé de ses fonctions. À terre, le colonel Humbert, commandant la 1/2 brigade de chasseurs alpins d'Hyères, refusera également de prêter serment.
Pendant ce temps, les blindés allemands sont signalés entre Avignon et Marseille. Le 12 novembre à 9 h, la « déclaration sur parole d’honneur » est lue par ordre du jour. Toulon est donc, désormais, l’unique enclave non occupée de la France métropolitaine. Après le 15 novembre, les troupes françaises reçoivent l’ordre du QG allemand de se retirer du camp retranché de Toulon. Puis, les avions français sont interdits de survol sur la zone. Le 26 novembre, les Allemands occupent le camp d’aviation de Palyvestre à Hyères, laissé jusque-là à la disposition de l’Armée de l’air française. Toujours le 26, des concentrations et des mouvements de troupes et de blindés allemands et italiens sont signalés entre Bandol et Sanary ainsi qu'entre Le Beausset et Ollioules.

## OpérationLilaet sabordage de la flotte
(décembre 2010).

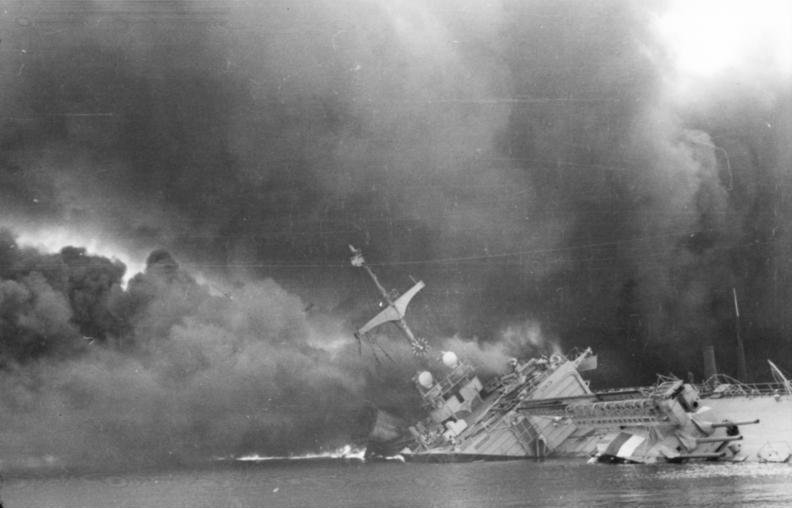
Le croiseur sabordé.

Le 26 novembre 1942 à 23 h, les commandants de la panzerdivision sont prêts à foncer. L’opération Lila, la version définitive d’Attila, ne fixe qu’un objectif : s’emparer de la flotte française de Toulon intacte. Le 27 novembre à 1 h du matin, deux groupements blindés allemands partent d’Aix-en-Provence et de Gémenos et font mouvement sur Toulon.
Le 1er groupement en passant par Solliès-Pont est chargé de pénétrer dans Toulon par l’est, d’occuper le fort Lamalgue, de capturer l’amiral André Marquis, le central téléphonique et le centre de transmission, puis d’envoyer des éléments blindés et des pièces d’artillerie au Mourillon, d’occuper l’arsenal et s’emparer des sous-marins. Le 2e groupement en passant par Sanary, Six Fours, Les Sablettes est chargé de pénétrer dans Toulon par l’ouest, d’occuper la base aéronavale de Saint-Mandrier et d’y mettre immédiatement en batterie un élément d’artillerie, de s’emparer du PC à la Croix des Signaux et d’occuper toute la presqu'île de Saint-Mandrier ainsi que les ouvrages de côte et les batteries.
Deux autres colonnes doivent entrer dans Toulon avec pour mission de s’emparer de tous les quais, appontements, postes d’amarrages et bâtiments français, en s’opposant au besoin par la force à toute tentative de destruction.
À 4 h 25, à Châteldon, Pierre Laval reçoit le consul général Roland Krug von Nidda qui lui porte une copie d’une lettre du Führer au maréchal Pétain :

« J’ai dû me résoudre, le 11 novembre 1942 […] à occuper la côte méridionale de France […] vous savez Monsieur le Maréchal que toutes les assertions […] comme quoi l’Allemagne voulait s’emparer de la Flotte Française […] ne sont que pures inventions ou des mensonges délibérés […] C’est pourquoi après avoir eu connaissance de nombreuses violations de leur parole d’honneur commises par des officiers, des généraux et des amiraux français […] j’ai donné l’ordre d’occuper immédiatement Toulon, d’empêcher le départ des navires ou de les détruire […]. »

À 4 h 25, le premier char allemand prend sous ses canons les factionnaires du fort Lamalgue. À 4 h 57, le central téléphonique est totalement isolé. Toutefois, pendant 32 minutes, les officiers français ont eu le temps de donner l’alerte. Les consignes sont données et les mêmes ordres sont aussitôt donnés aux autres chefs de secteurs. Le navire amiral, le Strasbourg, lance le branle-bas général à l’escadre. La surprise totale du départ est désormais éventée. À partir de 5 h 10 les détachements de pionniers allemands escaladent les murs et ouvrent les portes puis mettent en batterie les pièces de 77, les mortiers et les projecteurs. Ailleurs ce sont des chars et des pièces d’artillerie. La Luftwaffe entre également en action avec pour mission d’illuminer le port pour permettre la surveillance du mouvement des navires. À 5 h 15, commence la seconde partie de l’opération Lila dont dépend le succès ou l’échec du plan : la mainmise sur cette flotte qu'Hitler convoite. À 5 h 15 les Panzers et les chenillettes de la seconde vague pénètrent dans le port. Des camions et un train, envoyés aux alentours de l’arsenal, sont destinés à obstruer les voies et à retarder l’arrivée des Allemands aux abords de l’arsenal. À 5 h 20 les chars allemands ont contourné les obstacles et menacent l’arsenal du Mourillon. Les amiraux Arnaud Dornon et Jean de Laborde donnent, par radio et téléphone principalement, les instructions de sabordage.

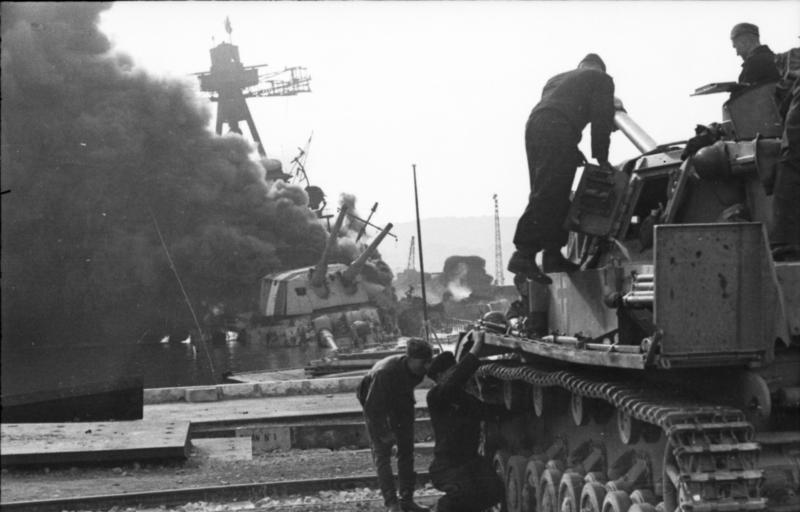
Panzer IV de la 7e panzerdivision dans le port de Toulon.

À 5 h 25, la porte de l'arsenal principal est enfoncée par les blindés allemands. À 5 h 30, une seconde colonne de chars allemands menace les appontements Milhaud. Au même moment, le vice-amiral Maurice Le Luc et Pierre Laval, de Vichy, appellent Toulon et donnent l’ordre d'éviter tout incident. Pour Laval, il faut empêcher le sabordage de la flotte et rester en bon terme avec l’occupant : quand il lui apparut évident que Toulon, en absence de réponse, saborderait sa flotte, il chercha désespérément à joindre les amiraux de la base. La communication étant mauvaise, puis soudainement coupée par l’irruption des Allemands, l’ordre n'est pas transmis. À 5 h 35, l’ordre de sabordage, par radio, est donné. Les sous-marins Casabianca, Vénus, Marsouin, Iris et Le Glorieux parviennent alors à franchir les passes du port militaire, à la sortie de la rade, au prix des pires difficultés : champs de mines magnétiques, bombardements et tirs allemands, filet métallique fermant la passe. À 5 h 40 la plupart des bâtiments ont reçu l’ordre de sabordage. Cependant, le chevauchement de ces ordres provoque un certain flottement. Certains, tel le vice-amiral d'escadre Émile Lacroix, décident de surseoir à l’exécution sans ordre écrit, estimant qu'il y a contradiction entre l'ordre d'allumer les feux (assimilé à un appareillage) et l'ordre de prendre les dispositions finales. À 5 h 45, les Allemands franchissent le mur d’enceinte de Milhaud et tentent de prendre d’assaut le navire amiral, le cuirassé Strasbourg. Celui-ci étant écarté du quai, les fantassins sont impuissants, ils lâchent alors des rafales d’armes automatiques et les chars tirent au canon. Le Strasbourg riposte, les Allemands battent en retraite. C'est alors qu’un nouvel ordre téléphonique de Pierre Laval ordonne : « évitez tout incident, annulez l’opération ordonnée ». L’ordre d’arrêter le sabordage est donc lancé[réf. nécessaire], mais il n’arrivera jamais au cuirassé Strasbourg. À 5 h 55, les Allemands franchissent à nouveau le mur d’enceinte et reparaissent sur le quai.
Ces dix minutes permettent aux autres navires amarrés à Milhaud de terminer leur sabordage. À 6 h l’ordre de hisser les couleurs est donné. À 6 h 10, les Allemands pénètrent sur le Provence. À 6 h 20, le Provence est sabordé, sans explosif, avec les Allemands à bord. Entre 6 h 10 et 6 h 30 les équipes de sabordage allument les mèches, ouvrent les vannes, noient les soutes, quelquefois sous la menace des soldats allemands. À 6 h 30, de nombreuses détonations s'entendent, les explosions se succèdent. Certains navires, comme les croiseurs Algérie, Marseillaise ou Dupleix, brûlent pendant plusieurs jours.
Entre 6 h 45 et 7 h, les Toulonnais, tirés de leurs lits vers 5 h par le vrombissement des avions, par le roulement des chars, ainsi que par le fracas des explosions, descendent dans la rue, une fois le silence revenu.

## Bilan
Pour les Allemands, l'opération Lila se solda donc par un échec. Il s'explique par le retard du second groupe allemand (celui venant de l'Ouest) et surtout par la parfaite mise au point des consignes de sabordage par la marine française.
Le bilan au soir du 27 novembre fait état de 90 % de la flotte de Toulon sabordée, dont la totalité des forces de haute mer qui y étaient basées. Tous les grands bâtiments de combat sont coulés et irrécupérables.  Certains seront par la suite renfloués, mais pour être démantelés.
Ce sont au total 235 000 tonnes sabordées dont :
- 2 croiseurs de bataille,
- 1 cuirassé,
- 7 croiseurs,
- 1 transport d’aviation
- 15 contre-torpilleurs,
- 13 torpilleurs,
- 6 avisos,
- 12 sous-marins,
- 9 patrouilleurs et dragueurs,
- 19 bâtiments de servitude,
- 1 bâtiment-école,
- 28 remorqueurs,
- 4 docks flottants.

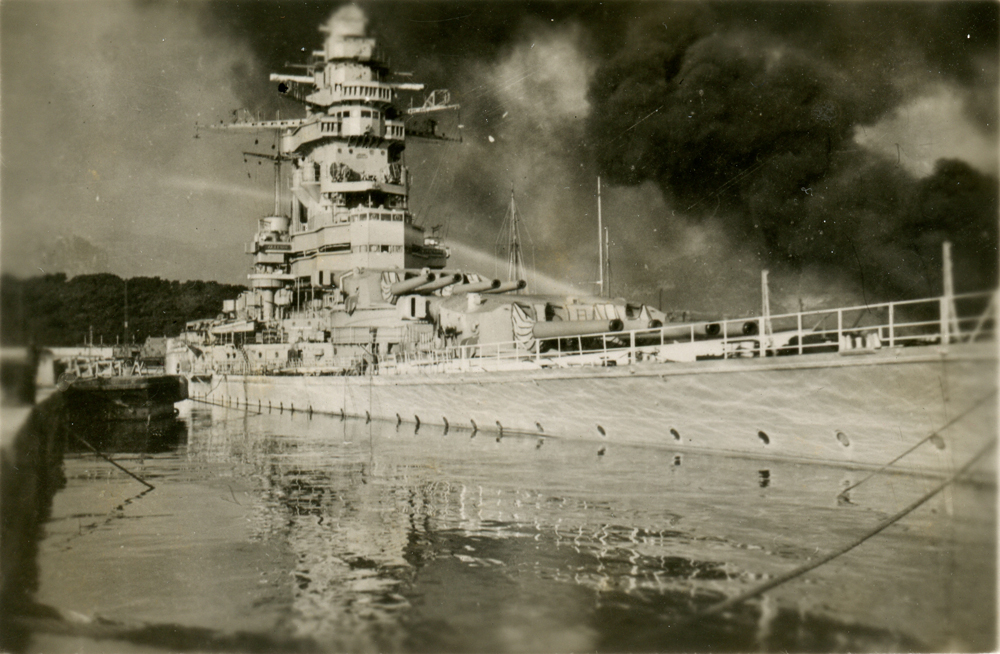
Vue du Strasbourg coulé.
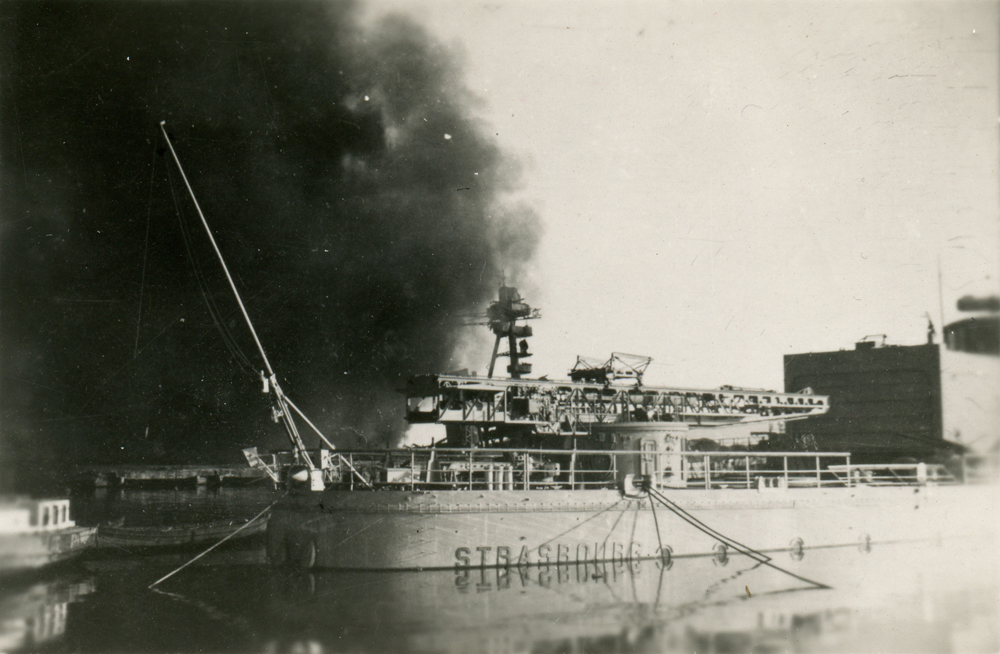
Autre vue du Strasbourg, navire amiral.
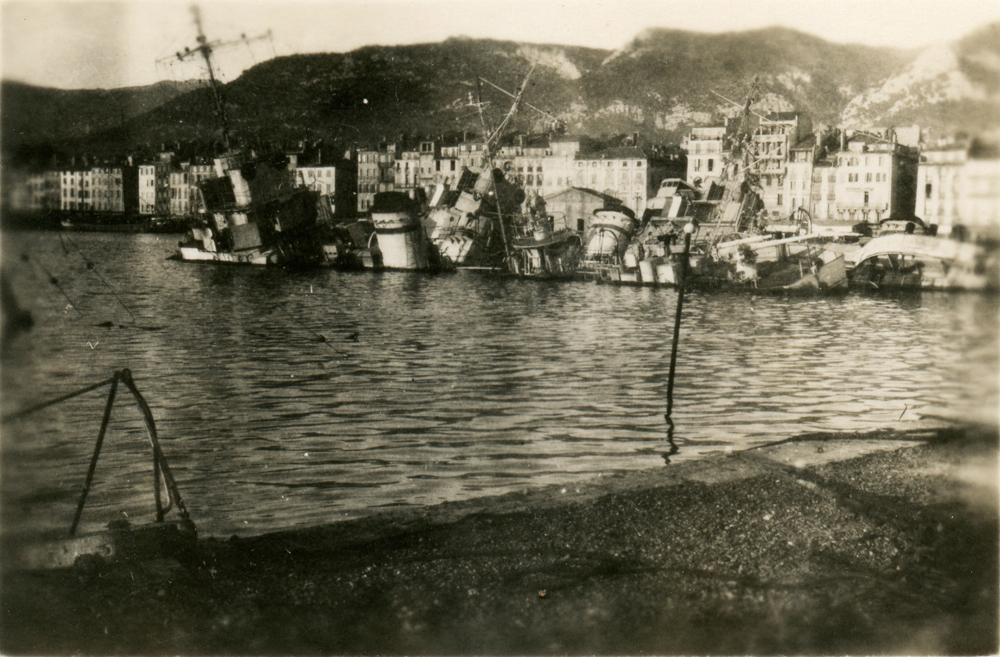
Vue générale.
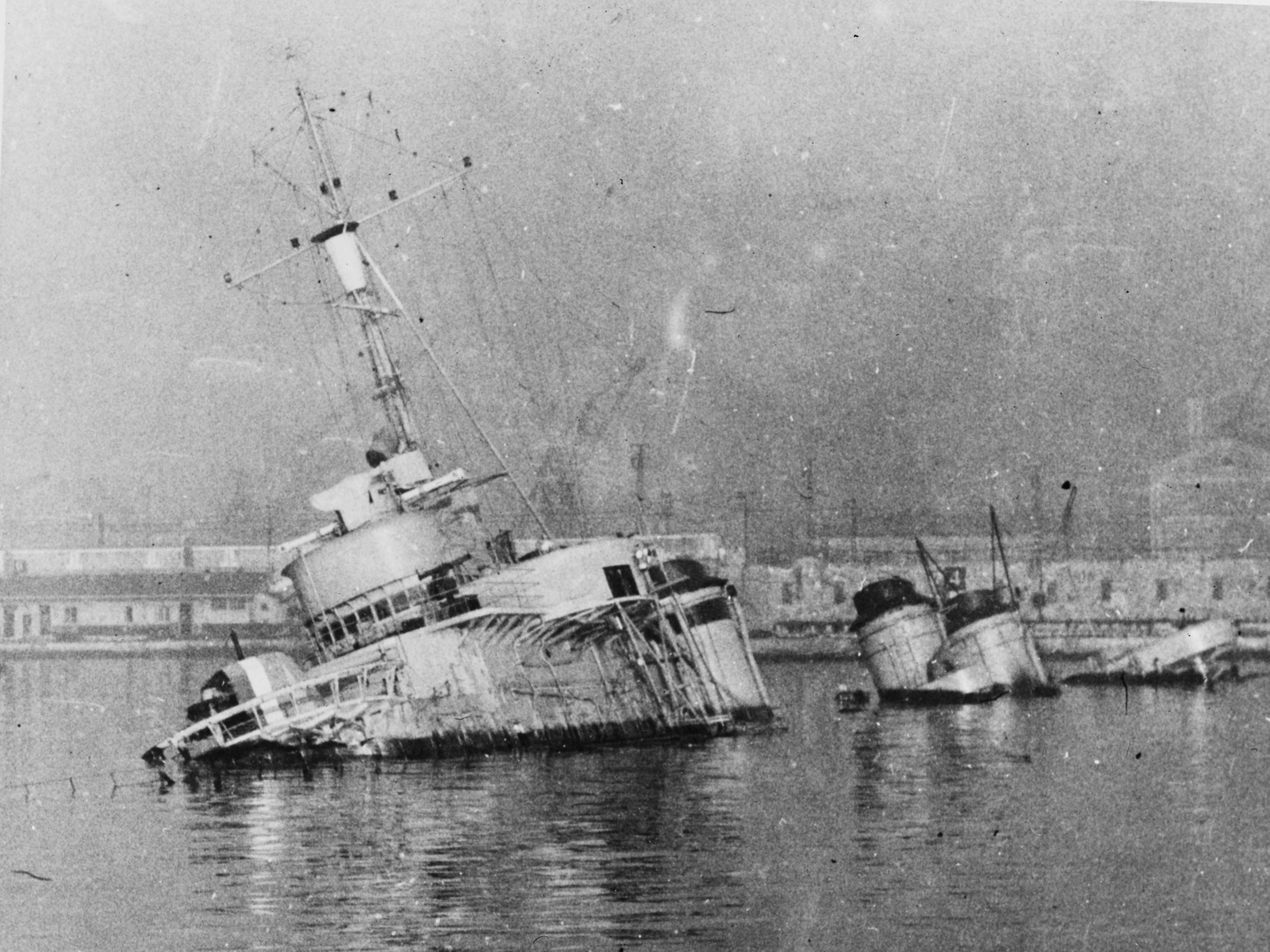
Contre-torpilleur Tartu.
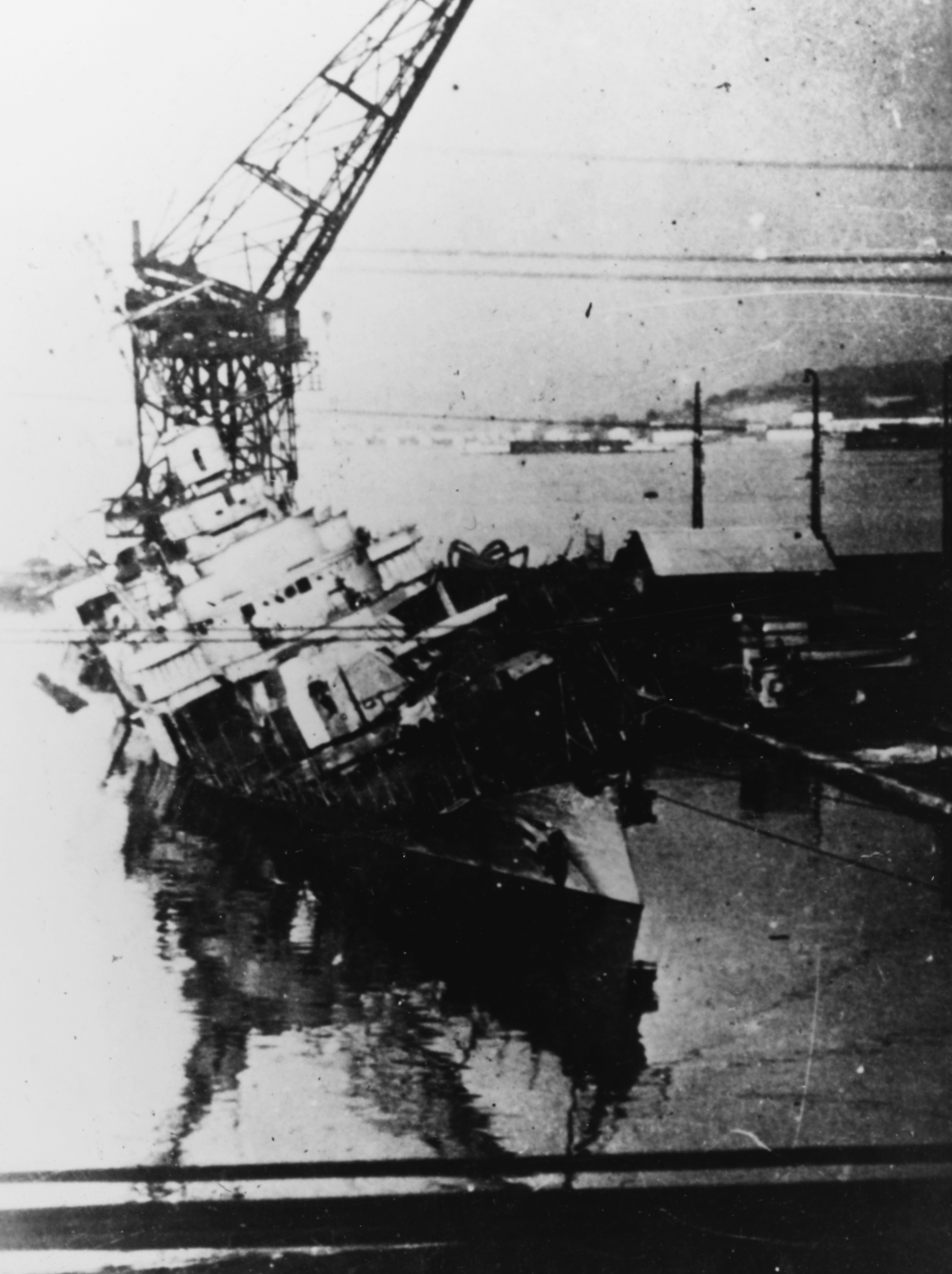
Torpilleur Lansquenet.
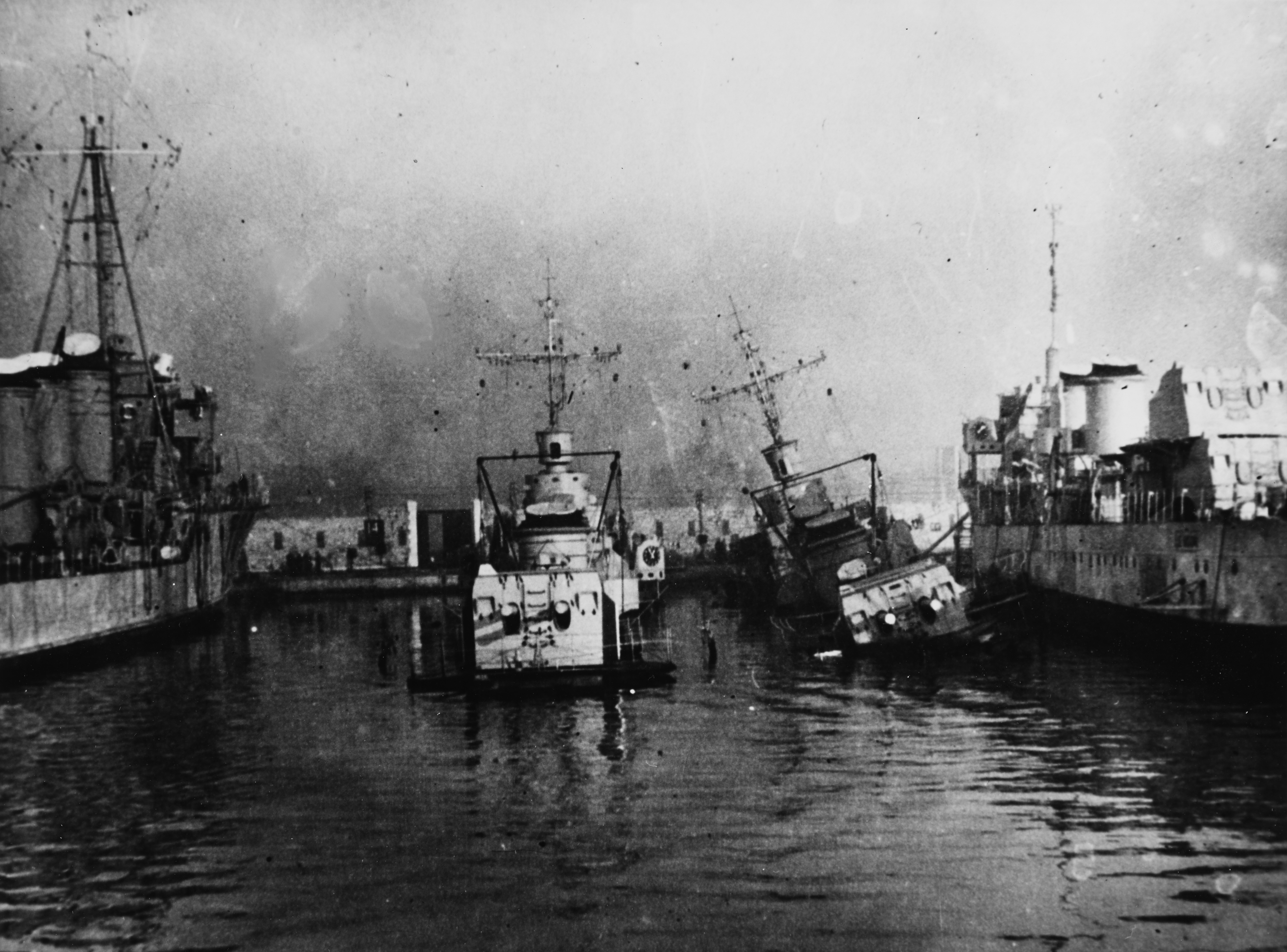
Torpilleurs Foudroyant et Hardi.
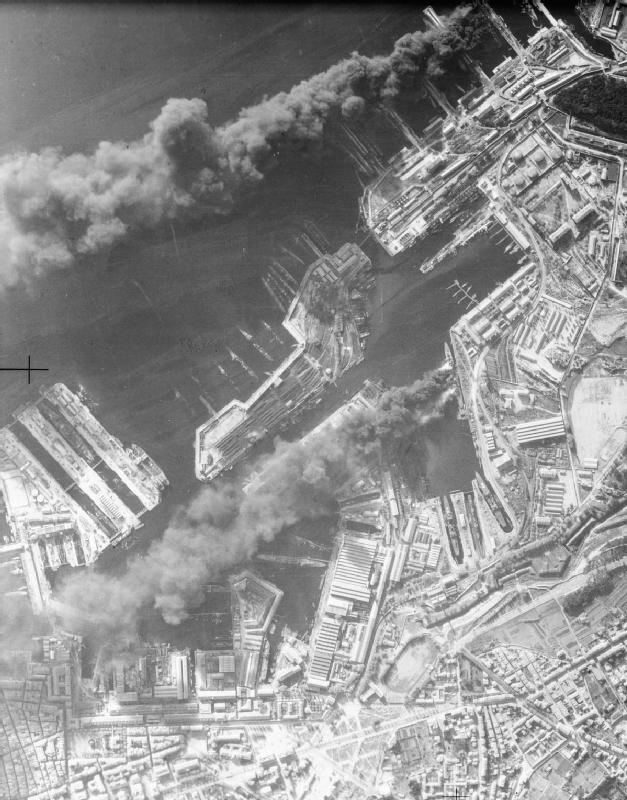
Photographie aérienne de la RAF.
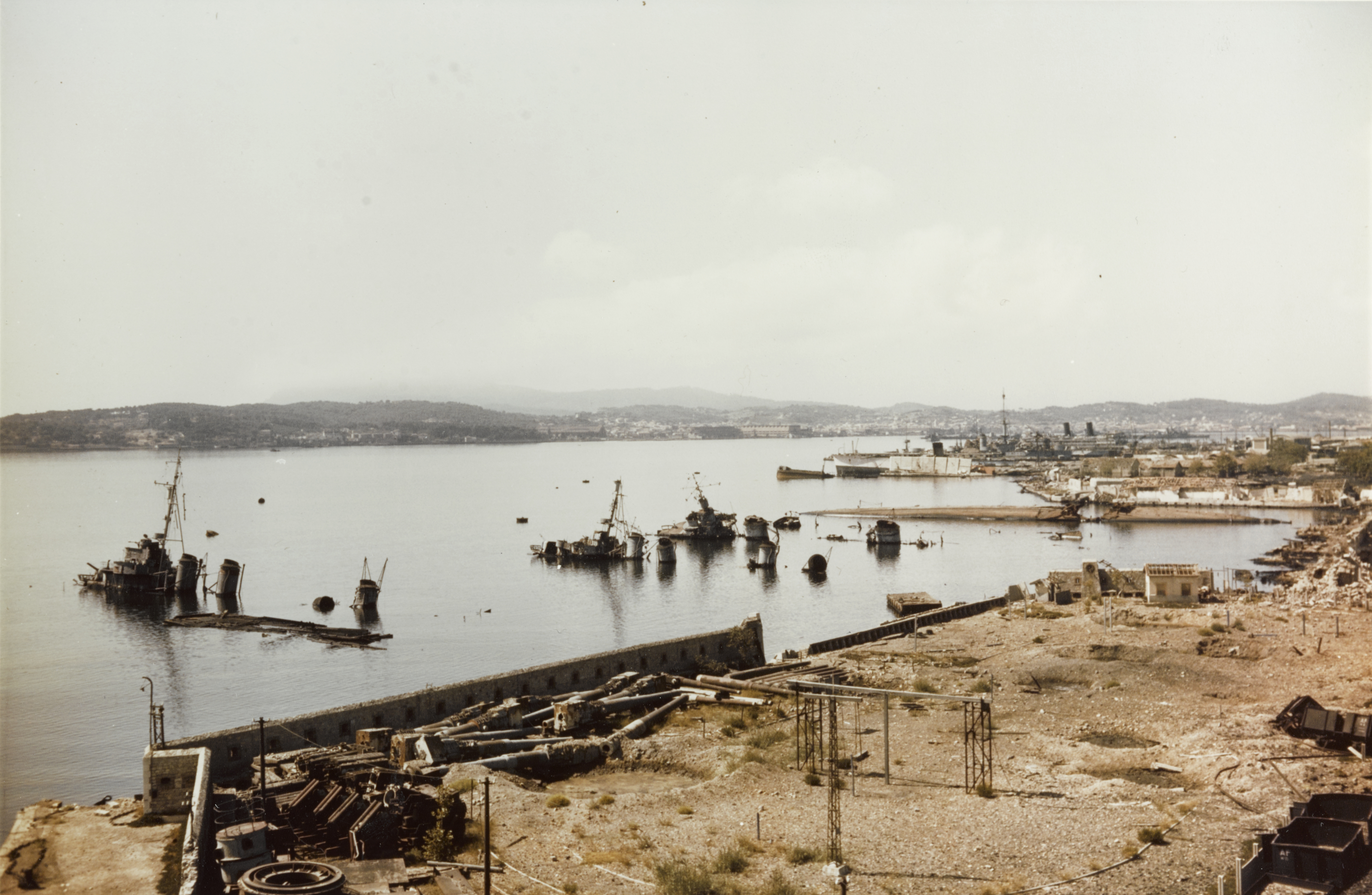
Les docks militaires de Toulon en 1944.

Trente-neuf bâtiments sont capturés, tous de petit tonnage sans grande valeur militaire[réf. nécessaire], car sabotés, endommagés ou, pour certains, désarmés.

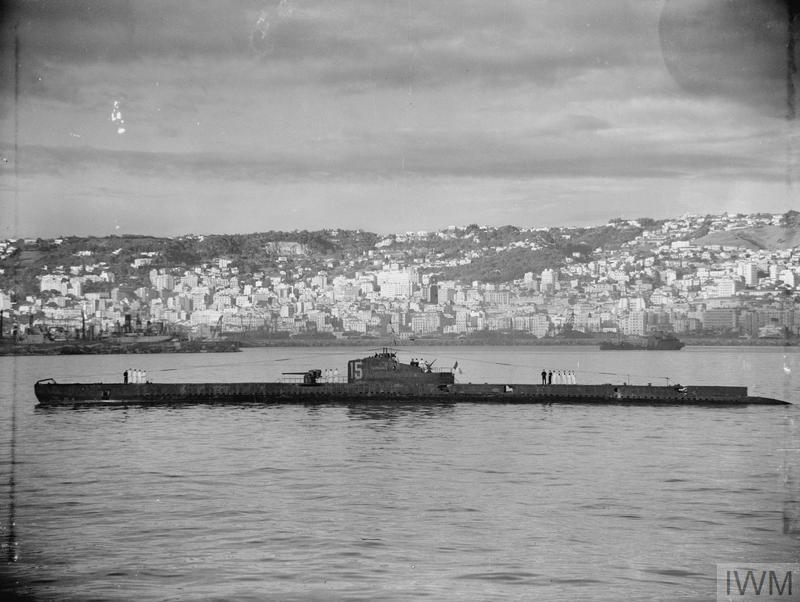
Le Casabianca à Alger, après son départ de Toulon.

Plusieurs sous-marins ont ignoré l'ordre de sabordage. Certains d'entre eux rallient l'Afrique du Nord pour reprendre le combat (sauf la Vénus qui se saborde à l'entrée du port de Toulon conformément aux ordres de sabordage en eaux profondes), avec les Alliés, aux côtés du reste de la flotte française, alors à l'abri en Afrique du Nord ou dans les colonies :
- les sous-marins Casabianca et le Marsouin atteignent Alger ;
- le sous-marin Le Glorieux atteint Oran ;
- le sous-marin Iris, à court de gazole, se réfugie à Barcelone, où il reste interné pendant la durée de la guerre.

Outre les sous-marins, un petit baliseur, le Léonor Fresnel, réussit à s'échapper et à rejoindre Alger.

## Bilan politique
Côté français
Avec la perte de la flotte, le régime de Vichy a perdu le dernier témoignage de sa puissance et confirmé son refus de combattre aux côtés de l’Allemagne ou même, en la laissant s’emparer de sa marine de guerre, simplement de la favoriser. Lors de son procès en juin 1945 devant la Commission d'Instruction de la Haute Cour, le maréchal Pétain justifia la décision de ce sabordage par la signature d'un traité secret avec Churchill, qui stipulait que la flotte française devait se saborder si elle risquait de tomber aux mains des forces de l'Axe - l'appareillage étant selon lui techniquement impossible, et risquant d'occasionner des représailles sur les Français.
L'agence officielle de censure, l'OFI (Office français d'information) et les propagandistes sont très gênés en voulant à la fois ménager les Allemands, sans désavouer l'amiral Jean de Laborde. Le 28 novembre, les directeurs du journal Le Temps, Émile Mireaux et Jacques Chastenet, « suspendent » le quotidien en réponse à l'invasion de la zone Sud.
Côté allemand
Bien que le personnel de la Kriegsmarine ait été déçu, Adolf Hitler a considéré que le sabordage de la flotte française a scellé d'une certaine façon le succès de l'opération Anton.
Côté allié
La presse anglaise salue, avec lyrisme, le geste accompli par les marins français.
La presse américaine salue, avec enthousiasme, l’honneur et le patriotisme français.
La presse soviétique bat les records d’imagination journalistique, en fournissant, dès le 27 novembre au soir, les premiers détails sur le combat d'artillerie entre l'escadre française et les batteries allemandes,.

## Réutilisation des navires
Quelques torpilleurs et contre-torpilleurs anciens, désarmés, sans équipe de sabordage, sont récupérés intacts par les Italiens qui les utilisent peu. Ils sont soit coulés par les Alliés ou les Allemands, soit repris par les Alliés et rendus ultérieurement à la marine nationale française.
Les épaves des croiseurs Jean de Vienne et La Galissonnière sont renflouées et rebaptisés FR11 et FR12, mais leur réparation est gênée par les bombardements alliés et s'avère impossible dans un arsenal dont l'outil industriel est détruit.
Deux tubes de 340 mm d'une tourelle du cuirassé Provence furent installés par les Allemands en début 1944 dans la tourelle F de la batterie du cap Cépet, en remplacement des deux tubes d'origine qui avaient été détruits par leur armement, le 27 novembre 1942.